# Centre de documentation du territoire pour les Étrusques
Le Centre de documentation territoriale des Étrusques , en italien : Centro di documentazione del territorio per gli Etruschi est un musée archéologique situé dans la commune de Scarlino (province de Grosseto en Toscane).

## Historique
Le musée a été inauguré le 22 mai 2009 pour documenter la présence des Étrusques dans la zone municipale de Scarlino, à la suite des fouilles qui ont mis au jour le site archéologique étrusque de Poggio Tondo, dans la zone de Pian d'Alma. Le centre de documentation a été installé à l'intérieur d'une ancienne cave d'un bâtiment d'origine médiévale, qui appartenait à la famille Guelfi jusqu'au siècle dernier.

## Exposition
Le petit musée est divisé en deux salles équipées de panneaux explicatifs.
- La première salle documente, à travers une série de panneaux, l'occupation étrusque de tout le territoire municipal de Scarlino : la zone funéraire de Poggio Tondo, la ferme de Poggio Tondo, la Padule Pian d'Alma (it), Puntone di Scarlino, la forteresse aldobrandesque (Scarlino). La pièce principale du musée est exposée au centre de la salle : une pièce de monture de cheval en bronze trouvée dans la zone du Canonica di San Michele (Scarlino) (it), dans la plaine sur les pentes du village de Scarlino.

- La deuxième salle expose, à l'intérieur de quatre vitrines accompagnées de panneaux illustratifs, les trouvailles découvertes dans les quatre tombes de la zone de la nécropole de Poggio Tondo, datables entre le milieu du VIIe siècle av. J.-C. et le milieu du VIe siècle av. J.-C. sous de la ville étrusque de Vetulonia (Site archéologique de Vetulonia)[2].

## Galerie

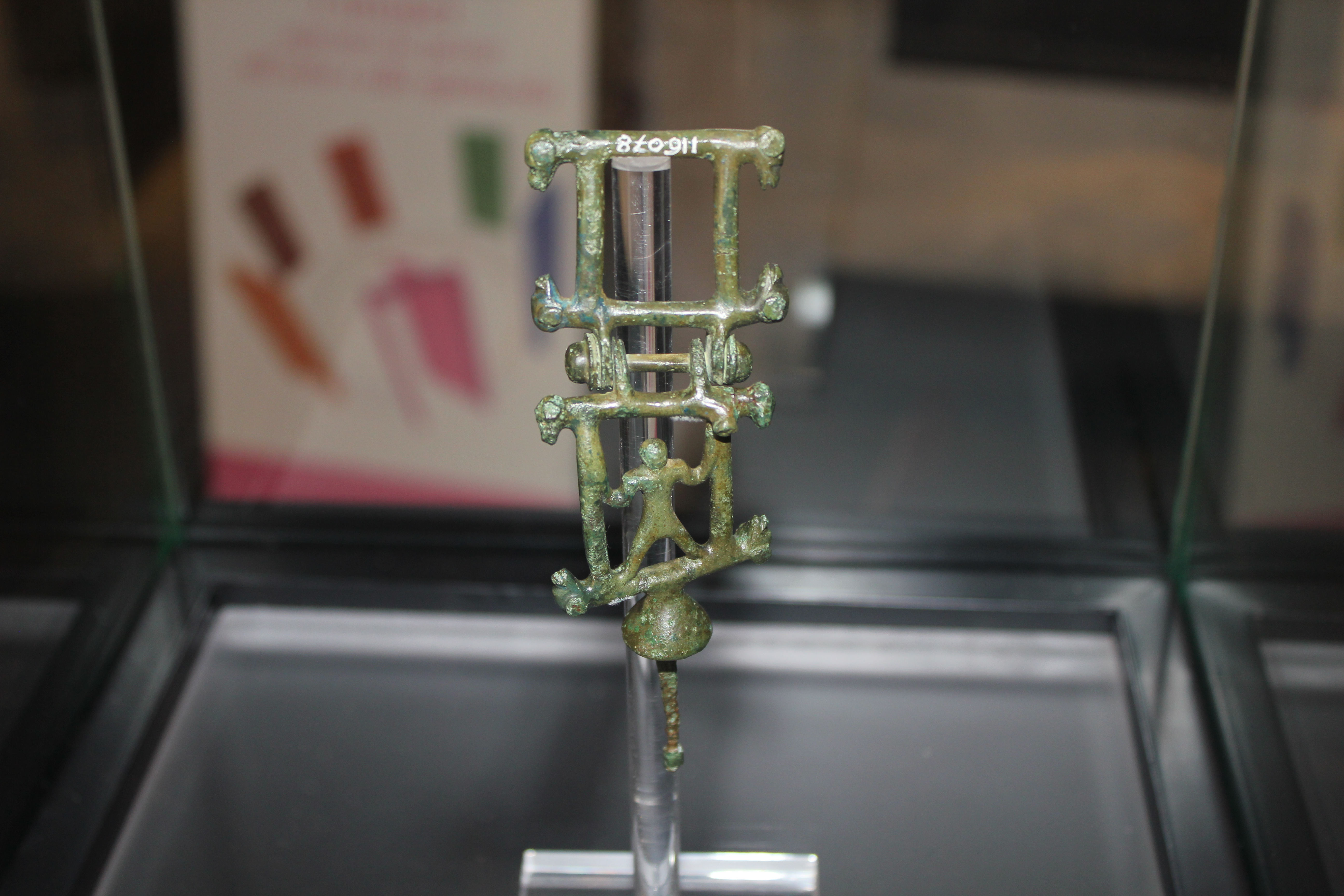
Monture de cheval en bronze du presbytère de San Michele

### Sources de traduction
- (it) Cet article est partiellement ou en totalité issu de l’article de Wikipédia en italien intitulé « Centro di documentazione del territorio per gli Etruschi » (voir la liste des auteurs).